# Križarski pohod na Varno
Križarski pohod na Varno je bil neuspešen vojaški pohod več evropskih monarhov, katerega cilj je bil zaustavitev prodiranja Osmanskega cesarstva v Evropo, predvsem na Balkan. Pohod je sklical papež Evgen IV. 1. januarja 1443. Vodili so ga poljsko-ogrski kralj Vladislav III., transilvanski vojvoda Janos Hunyadi in burgundski vojvoda Filip Dobri. Začel se je leta 1443 in končal s katastrofalnim porazom v bitki pri Varni 10. novembra 1444. Kralj Vladislav III. in apostolski legat Giuliano Cesarini sta v bitki padla.

## Ozadje
Med vojno Osmanskega cesarstva z Beneško republiko in Ogrskim kraljestvom so sprte strani leta 1428 dosegle začasen mir z ustanovitvijo Srbskega despotata kot tamponske države. Po koncu vojne leta 1430 so se Osmani umaknili na svoje prejšnje položaje južno od Donave in leta 1432 začeli vdirati v Transilvanijo. Po smrti ogrskega kralja Sigismunda Luksemburškega leta 1437 so Osmani leta 1438 zasedli Borač in leta 1439 Srebernico in Zvornik. Na koncu leta 1439 se je vdalo Smederevo in Srbija je postala osmanska provinca. Srbski despot Đurađ Branković je pobegnil na svoje posesti na Ogrsko. Leta 1440 je Murat II. oblegal glavno ogrsko obmejno trdnjavo Beograd. Po spodletelem poskusu osvojitve je bil zaradi napada Karamanidov prisiljen vrniti se v Anatolijo.
Medtem je Sigismundov naslednik Albreht oktobra 1439 umrl. Malo pred tem je podpisal "zakon o uvedbi starih zakonov in običajev v Ogrskem kraljestvu", ki je omejeval kraljeva pooblastila in zahteval udeležbo zemljiške gospode v političnem odločanju. Štiri mesece po Albrehtovi smrti se v državljanski vojni za njegovo nasledstvo rodil njegov sin in zakoniti naslednik Ladislav Posmrtni. 17. julija 1440 je bil kljub temu za ogrskega kralja izvoljen poljski kralj Vladislav III. Novega kralja je podprl veleposestnik Janos Hunyadi v pričakovanju, da bo z njegovo pomočjo ukrotil vzhodne pokrajine, dobil naslov  nádorja (palatina) Transilvanije in položaj branilca južne ogrske meje. Vladislav je do konca leta 1442 utrdil svoj položaj v Ogrskem kraljestvu in zavrnil ponudbo Osmanskega cesarstva, ki je v zameno za Beograd ponujalo mir.
Rimskokatoliška cerkev je že dolgo zagovarjala križarski pohod proti Osmanom. Po skoraj istočasnem koncu državljanskih vojn v Ogrskem kraljestu in Konstantinoplu se je Cerkev lahko začela resno pogajati in načrtovati izvedbo pohoda. Spodbudo, potrebno za izvršitev načrtov, je dal Hunyadi leta 1441-1442. Leta 1441 je ustavil roparski pohod pod vodstvom smederevskega Išak Paše, 22. marca 1442 pa je v Transilvaniji skoraj povsem uničil Mezid Bejevo vojsko. Septembra istega leta je odbil napad rumelskega generalnega guvernerja Šihabeddin Paše, ki se je nameraval maščevati za Mezid Bejev poraz. Načrte je leta 1441 po padcu Novega Brda, zadnjega velikega srbskega mesta, podprl tudi srbski despot Đurađ Branković v upanju na osvoboditev Srbije.

## Pohod

### Prvi spopadi
1. januarja 1443 je papež Evgen IV. izdal bulo z objavo križarskega pohoda. Na začetku maja je bilo razglašeno, "da so Turki v slabem stanju in jih bo zato lahko izgnati iz Evrope". Vojna napoved sultanu Muratu II. je bila objavljena na skupščini v Budimu na Cvetno nedeljo 1443. Mladi Vladislav III. in vojska 40.000 mož, večinoma Ogrov, je pod poveljstvom Janosa Hunyadija prešla Donavo in sredi oktobra osvojila Niš in Sofijo.
Vladislav, Hunyadi in Branković so upravičeno pričakovali, da Murat ne bo mogel hitro mobilizirati svoje vojske, sestavljene večinoma iz fevdalnih konjenikov timariotov. Ogri so imeli prednost tudi zaradi Hunyadijevih izkušenj iz zimskih pohodov leta 1441-1442 in  boljših oklepov, proti katerim je bilo osmansko orožje neuporabno. Murat se ni mogel zanesti na zvestobo svojih enot iz Rumelije in imel težave z ogrsko taktiko.

### Bitka za Niš
V bitki za Niš so Ogri zmagali in prisilili rumelskega Kasim Pašo in njegovega sopoveljnika Turahan Beja na beg v Sofijo. Na umiku sta požgala vse vasi v upanju, da bosta s tem upočasnila ogrsko vojsko. Po prihodu v Sofijo sta dobila sultanov nasvet, da požgeta mesto in se umakneta na gorske prelaze, ki jih bo majhna osmanska vojska laže branila.

### Bitka na Zlatici
Kmalu zatem se je močno ohladilo in bitka na prelazu Zlatica 12. decembra 1443 je potekala v snegu. Ogrska vojska na poti proti Adrianopolu in  Zlatici ni naletela na nobeno veliko enoto osmanske vojske ampak samo na manjše lokalne garnizije. Na Zlatici je naletela na trdno in dobro postavljeno osmansko obrambo in bila poražena. Na umiku je zasledovalcem postavila zasedo in jih bitki pri Kunovici porazila. Med ujetniki je bil tudi Mahmud Bej, zet sultana Murata in brat velikega vezirja Čandarli Halil Paše.
Štiri dni po bitki je krščanska vojska prišla do Prokuplja. Đurađ Brankovič je kralju Vladislavu in Hunyadiju predlagal, naj čez zimo ostaneta v utrjenih srbskih mestih. Predlog sta zavrnila in se umaknila. Konec januarja 1444 sta prišla do Beograda in februarja v Budim, kjer so ju pozdravili kot zmagovalca.
Zmaga v napadu iz zasede je po porazu na Zlatici križarjem vrnila vtis o končni zmagi križarske vojske, zato so se v Budim vračali kot zmagovalci. Kralj in Cerkev sta želela ohraniti ta vtis in dala navodila za širjenje sporočil o zmagah in utišala vse, ki so omenil poraz.
Murat se je medtem vrnil iz Anatolije, jezen zaradi nezanesljivosti njegove vojske, in aretiral Turahan Beja pod obtožbo, da je kriv za poraz in Mahmud Bejevo ujetništvo.

### Mirovna pogajanja
Murat sam je zagotovo zelo želel mir. Razen tega sta nanj pritiskali tudi sestra, ki ga je rotila, naj doseže osvoboditev njenega moža Mahmuda, in žena Mara, hčerka Đurađa Brankovića.  6. marca 1444 je Mara poslala k Brankoviću svoje odposlance, ki so začeli prve razgovore o sklenitvi miru.
24 aprila 1444 je Vladislav poslal Muratu dopis, da bo v Edirne prišel njegov odposlanec Stojka Gisdanić z vsemi pooblastili, da se v njegovem imenu pogaja za mir. Murata je prosil, naj dogovorjeni mirovni sporazum z njegovo prisego s svojimi ambasadorji pošlje na Ogrsko, kjer bo potem prisegel tudi on.  
Vladislav je še isti dan v Budimu sklical skupščino, kjer je pred kardinalom Giulianom Cesarinijem prisegel, da bo poleti sam vodil nov križarski pohod proti Osmanskemu cesarstvu. 
Mirovna pogajanja so trajala od junija do avgusta, najprej v Edirnu in nato v Szegedu. Križarji niso bili povsem zadovoljni, da se sklene mir, še posebej, ker je pohod zagovarjal kardinal Cesarini. Kardinal je nazadnje našel rešitev, ki je dopuščala, da se nadaljujejo tako mirovna pogajanja kot priprave na križarski pohod. 15. avgusta je Vladislav prisegel na mirovni sporazum in tako imenovani Szegedski mir je postal veljaven.

### Končno stanje
Kmalu potem, ko so bile izpolnjene vse kratkoročne zahteve sporazuma, so Ogri in njihovi zavezniki krenili na križarski pohod. Murat, ki se je kmalu po sklenitvi sporazuma upokojil in prestol prepustil svojemu mladoletnemu sinu Mehmedu II., se je na sinovo zahtevo vrnil na prestol in prevzel poveljevanje osmanski vojski. 10. novembra 1444 sta se vojski udarili v bitki pri Varni, v kateri so bili križarji katastrofalno poraženi. Izgubili so svojega kralja Vladislava in več kot 15.000 mož.

## Posledice
Mnogo križarjev je bilo kasneje pohabljenih zaradi ozeblin. Veliko več jih je padlo v manjših kasnejših spopadih ali bilo ujetih. V Ogrskem kraljestvu se je začela nova državljanska  vojna, ki se je končala s Hunyadijevo izvolitvijo za regenta dojenčka Ladislava Posmrtnega junija 1446. Branković je ponovno prevzel oblast v Srbiji. 
Osmanski zmagi v bitki pri Varni in drugi bitki na Kosovskem polju leta 1448 sta zastrašili evropske države in jih odvrnili od pošiljanja izdatne pomoči Bizantincem med osmanskim obleganjem Konstantinopla leta 1453. Papež Pij II. je na cerkvenem zboru v Mantovi sicer uradno razglasil trileten križarski pohod za osvoboditev Konstantinopla, evropski monarhi pa obljubili 80.000 vojakov, vendar se ta ni zgodil. Osmansko cesarstvo je več desetletij uživalo mir in ni resno poskušalo pritiskati na Evropo.